# Il Sabato
Il Sabato è stato un settimanale d'ispirazione cattolica pubblicato in Italia dal 1978 al 1993.

## Fondazione
Il settimanale ha affrontato tematiche di diverso genere (politica, società, cultura, religione) ispirandosi soprattutto a una visione del mondo cattolica. Esso ebbe origine da alcuni giornalisti aderenti a Comunione e Liberazione, ma non divenne mai organo ufficiale di tale movimento, restando ampiamente aperto alla collaborazione e ai contributi di esponenti di vari orientamenti culturali.
Il settimanale nacque nel 1977, in un periodo in cui l'informazione settimanale era dominata da due periodici, L'Espresso e Panorama, che non davano adeguatamente spazio alle istanze cristiane presenti nella società italiana. L'idea di realizzare un settimanale che spezzasse questo duopolio fu di Roberto Formigoni e Fiorenzo Tagliabue. I due si recarono a Roma per contattare giornalisti esperti che accettassero questa sfida. Uno tra i primi ad accettare fu Vittorio Citterich, rientrato da poco da Mosca, dov'era stato corrispondente Rai. Anche Giovanni Testori sostenne il settimanale e vi scrisse fin dal primo numero.
Il Sabato sarebbe stato confezionato a Roma, sede del pontefice e capitale d'Italia. La redazione fu allestita in locali forniti dal Movimento Popolare.
I finanziamenti furono trovati soprattutto a Milano. Tra i primi finanziatori vi furono il politico Vittorino Colombo e l'imprenditore Silvio Berlusconi. La pubblicità fu garantita da un contratto con la Sipra, concessionaria pubblicitaria della RAI.
I connotati principali del settimanale, a detta dei suoi stessi giornalisti, erano Amore e fedeltà all'essenziale cristiano. Insopprimibile gusto della libertà in tutto il resto.

## Storia
Il primo numero de Il Sabato, sottotitolato Fatti e commenti della settimana,  uscì il 27 maggio 1978 a Roma e Milano, con titolo in caratteri azzurri e in formato rotocalco, al prezzo di 350 lire; in soli sei mesi la diffusione fu estesa a tutta l'Italia. La sede del giornale rimase sempre duplice (Roma e Milano). La riunione settimanale della redazione si teneva a Roma; qui il settimanale veniva costruito nelle sue linee essenziali; poi era portato a Milano, dove veniva chiuso in tipografia il martedì o mercoledì sera.

Fanno parte della prima redazione: Fiorenzo Tagliabue, il creatore di Radio SuperMilano Alberto Contri, Luigi Geninazzi, Gian Guido Folloni, Robi Ronza, Roberto Formigoni, Paolo Sciumé, Mario Saporiti, Paolo Volpara. Si aggiungono poi Roberto Fontolan, Renato Farina, Giuseppe Frangi, Riccardo Bonacina. Alla direzione di Luigi De Fabiani subentra a fine 1981 Giovanni Santambrogio, che introduce il colore.
Il 1º gennaio 1980 nasce, dalla costola del Sabato, il mensile La Traccia, che raccoglie tutti i discorsi pronunciati da papa Giovanni Paolo II (e successivamente da papa Benedetto XVI). Il 10 marzo 1983 è la volta di un altro mensile nato dal Sabato: 30 giorni nella Chiesa e nel mondo, che si occupa della vita della Chiesa cattolica in Italia e nel mondo. In quello stesso anno il settimanale viene potenziato: esce con una grafica rinnovata e un numero di pagine raddoppiato. A novembre i trenta giornalisti vengono equamente distribuiti tra Milano e Roma: al nord rimane il direttore Giuseppe Frangi con 15 redattori, mentre il condirettore Roberto Fontolan si trasferisce nella capitale, con un eguale numero di giornalisti. Il Sabato vende 60 000 copie; i lettori si aggirano sui 200 000. In un anno gli introiti pubblicitari salgono da mezzo miliardo a tre miliardi e mezzo di lire.
Nel 1989, con direttore Paolo Liguori, il settimanale riduce anche il formato che diventa magazine. Contestualmente, la redazione centrale viene trasferita da Milano a Roma.
Numerose le battaglie culturali e teologiche portate avanti dal Sabato. Vanno ricordate le seguenti:
1. la denuncia dell'idea di "liberazione secolare dell'uomo", presente in seno alla società contemporanea e perfino nella mentalità di alcuni esponenti della Chiesa cattolica. La battaglia culturale trovò illustri conferme da parte dell'allora cardinale Joseph Ratzinger e da parte dei gesuiti de La Civiltà Cattolica;
2. la denuncia della diffusione, nello stesso ambito, di discorsi e atteggiamenti riferibili alla mentalità della gnosi;
3. la pubblicità data a dossier e servizi riguardanti la storicità dei Vangeli, in particolare alle scoperte effettuate nelle grotte di Qumran[4];
4. la pubblicazione di articoli sulle tracce archeologiche della presenza degli apostoli, fra cui si segnalano quelli dell'archeologa Margherita Guarducci relativi alla tomba di San Pietro a Roma, o i numerosi servizi riguardanti i viaggi di San Paolo;
5. la presentazione al grande pubblico di testi del magistero della Chiesa cattolica: dai dogmi sulla grazia di Cristo definiti dai primi concili, fino alle encicliche di Giovanni Paolo II, in particolare la Redemptoris Missio.

Non sono poi da trascurare gli ambiti più propriamente politici, toccati con grande libertà di pensiero e critica, da Il Sabato nei suoi quindici anni di vita. Per quanto riguarda l'Italia, l'azione giornalistica del settimanale fu caratterizzata soprattutto da un contrastato rapporto con la Democrazia Cristiana. Destò grande scalpore, ad esempio, la ricostruzione, da parte de Il Sabato, di una storia inedita della presenza dei cattolici in Italia, dal titolo Tredici anni della nostra storia. Dal 1974 al 1987, per la quale Antonio Socci e Roberto Fontolan furono oggetto di un esposto della Rosa Bianca al tribunale ecclesiastico della Diocesi di Milano.

Fece molto discutere anche il dossier, anch'esso pubblicato da Il Sabato nei mesi di Tangentopoli contenente diverse accuse ad Antonio Di Pietro riferite da Corticchia e Strazzeri, successivamente dimostratesi infondate.
Il settimanale si distinse inoltre per la perenne mobilitazione nelle battaglie per i diritti umani: i profughi della Thailandia, i rifugiati della Cambogia a seguito dei massacri dei Khmer rossi, la pubblicazione di interventi di dissidenti sovietici (come Solženicyn e Sacharov), il sostegno al sindacato polacco Solidarność, ecc. Nel 1986 il settimanale fu l'unico giornale italiano a pubblicare la foto del corpo sfigurato di padre Jerzy Popiełuszko, barbaramente assassinato.

Il giornale ebbe un particolare rapporto con Giovanni Paolo II: non mancarono occasioni di incontro tra i giornalisti de Il Sabato e il papa fin dal 1979.
Il Sabato ha chiuso le pubblicazioni con il numero del 30 ottobre 1993, al termine di un periodo critico dal punto di vista finanziario.

## Direttori
- Luigi De Fabiani (1978-1981)
- Giovanni Santambrogio (1982-1985)
- Giuseppe Frangi (1985-1989)
- Paolo Liguori (1989-1992)
- Alessandro Banfi (1992-93)
- Rocco Buttiglione (1993)

## Collaboratori
Fra i collaboratori, si sono distinti il biblista Ignace de la Potterie, il teologo Hans Urs von Balthasar, i filosofi Augusto Del Noce e Carlo Bo, il drammaturgo Giovanni Testori,  lo storico medievalista Franco Cardini, gli storici dell'arte Federico Zeri e Giuseppe Frangi, il pittore Pablo Echaurren, il semiologo Gian Paolo Caprettini, l'archeologa Margherita Guarducci, il papirologo Carsten Peter Thiede, lo studioso Roberto Filippetti e lo scrittore Luca Doninelli. Non ultimo don Gianni Baget Bozzo, sacerdote e politologo, che pubblicò sulla rivista dal 1989 al 1993.
La lista dei giovani che hanno cominciato a lavorare con Il Sabato e poi hanno fatto carriera nel mondo del giornalismo è lunga:
- Luigi Amicone, fondatore e già direttore del settimanale Tempi;
- Alessandro Banfi (che fu anche direttore del settimanale nei suoi ultimi anni), oggi condirettore di Videonews;
- Massimo Bernardini;
- Riccardo Bonacina, direttore editoriale del settimanale Vita;
- Lucio Brunelli, già direttore di TV2000;
- Angela Buttiglione, già conduttrice del Tg1 e già direttore generale di Rai Corporation;
- Marina Ricci Buttiglione, vaticanista del Tg5;
- Maria Antonietta Calabrò, redattrice del Corriere della Sera;
- Maurizio Caverzan, già capo della redazione spettacoli del Giornale;
- Paolo Cremonesi, redattore di Rai2;
- Maurizio Crippa, redattore de Il Foglio;
- Renato Farina, poi vicedirettore di Libero;
- Roberto Fontolan, già vicedirettore del Tg1;
- Giuseppe Frangi, direttore del settimanale Vita;
- Mario Gargantini, giornalista scientifico;
- Walter Gatti, giornalista musicale e scrittore;
- Luigi Geninazzi;
- Filippo Landi, corrispondente Rai dal Medio Oriente;
- Angiolino Lonardi, vicedirettore di Rai-Utile;
- Paolo Liguori, attuale direttore del TgCom;
- Maurizio Lupi (direttore marketing del settimanale fino al 1993), dal 2001 è deputato;
- Emma Neri, critico cinematografico;
- Stefano Paci, vaticanista di Sky Tv;
- Tommaso Ricci, caporedattore cultura del Tg2
- Angelo Rinaldi vicedirettore de la Repubblica;
- Robi Ronza;
- Nando Sanvito, giornalista di Mediaset Sport;
- Antonio Socci, scrittore e editorialista di Libero;
- Alessia Sodano, redattrice di Unomattina;
- Mimmo Stolfi, caporedattore Class
- Rocco Tolfa, vicedirettore del Tg2;
- Andrea Tornielli, direttore editoriale del Dicastero per la comunicazione della Santa Sede;
- i vignettisti e umoristi Guido Clericetti e Angelo Rinaldi.